# ديميتري إيفتشينكو
ديميتري إيفتشينكو هو لاعب كرة قدم روسي في مركز الدفاع، ولد في 8 يوليو 1978 في زيلينوكومسك في روسيا. لعب مع FC Okean Nakhodka ‏.

## وصلات خارجية
- ديميتري إيفتشينكو على موقع قاعدة بيانات كرة القدم.إي يو (الإنجليزية)
- ديميتري إيفتشينكو على موقع Soccerway.com (الإنجليزية)